# 埃兰盖姆
埃兰盖姆（法語：Eringhem，法語發音：[eʁɛ̃ɡɛm]）是法国上法兰西大区北部省的一个市镇，属于敦刻尔克区。

## 地理
埃兰盖姆（50°53'47"N, 2°20'36"E）面积11.53 平方千米，位于法国上法蘭西大區北部省，该省份为法国最北部的省份及最长的省份，西北濒北海，西接加来海峡省，南至埃纳省和索姆省，东与比利时接壤。
与埃兰盖姆接壤的市镇（或旧市镇、城区）包括：洛贝格、泽盖尔斯卡佩勒、博勒泽勒、德兰卡姆、梅尔克盖姆、皮加姆。
埃兰盖姆的时区为UTC+01:00、UTC+02:00（夏令时）。

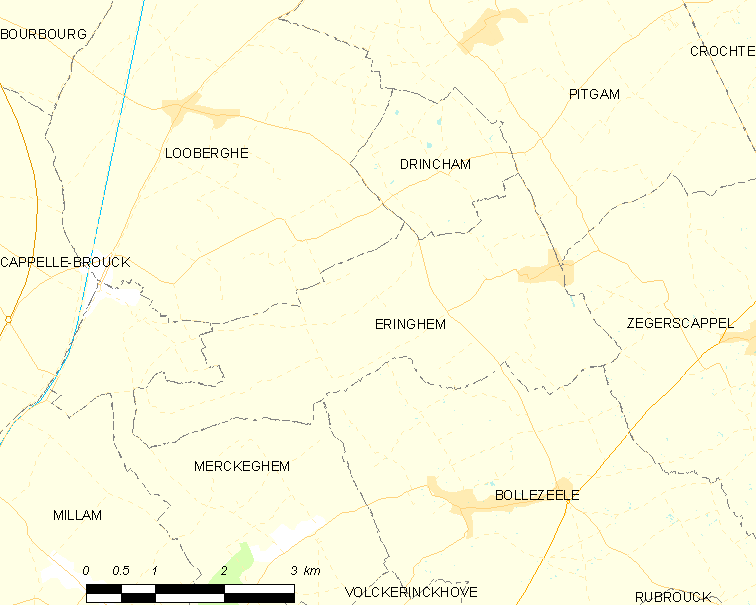
埃兰盖姆的OSM定位图

## 行政
埃兰盖姆的邮政编码为59470，INSEE市镇编码为59200。

## 政治
埃兰盖姆所属的省级选区为沃尔穆特县。

## 人口

1962-2008年间埃兰盖姆人口变化图示

埃兰盖姆于2022年1月1日时的人口数量为469人。